# 藤田一己
藤田 一己（ふじた かずみ、1964年9月9日 - ）は、静岡県浜松市出身の日本のメカニックデザイナー、イラストレーター。代表作は『機動戦士Ζガンダム』、『TYRANT SWORD Of NEOFALIA』『勇者王ガオガイガーFINAL』など。

## 略歴
高校卒業後、アニメーターとして『装甲騎兵ボトムズ』などに参加。その後、同作関連のムックを編集していた編集プロダクション「伸童舎」に入社。
1985年、21歳で『機動戦士ガンダム』の続編『機動戦士Ζガンダム』のメインメカニックデザイナーとして抜擢され、メッサーラやギャプランをはじめ、作中に登場する大半のモビルスーツ（MS）のデザインを手がける。独特のシャープなデザインはこれまでのMSとは一線を画すもので、特にガンダムのデザイナーである大河原邦男にはセンスを高く評価されていたようであるが、物語中盤の時点で敵用にデザインしたディジェが味方用のMSとして登場したことには不満があったようである。『Ζガンダム』の続編『機動戦士ガンダムΖΖ』では、「デザイン協力」としてクレジットされている。その後、『ボトムズ』の外伝『青の騎士ベルゼルガ物語』のデザイン協力を担当している。
1987年9月より、テレビシリーズ『Ζガンダム』などの宇宙世紀世界に独自設定を付加した並行世界を描く作品『TYRANT SWORD Of NEOFALIA』をホビージャパンの「月刊ホビージャパン」にて連載開始。同作では「モビルスーツ描いてもつまんないんだもん。もう飽きちゃったよ。(オイオイ!:i)」と忌憚のないコメントを掲載するなど、自由なスタンスで創作活動を行った。連載終了後も根強い人気を獲得し、2014年には主役MSのタイラント・ソードのレジンキットがキャラホビ限定で発売されている。
『TYRANT SWORD Of NEOFALIA』の発表以降もイラストレーターとしてプラモデルの解説書やCDジャケットのイラストなどを担当していたが、1992年のOVA『超時空要塞マクロスII -LOVERS AGAIN-』ではデザイン作業の初期に降板している。その後、『ブロウニング』や『QUOVADIS 2〜惑星強襲オヴァン・レイ〜』といったゲームソフトのメカニックデザインを担当している。
2000年ごろからアニメの仕事も再開しており、『勇者王ガオガイガーFINAL』のメカデザイン（ガオファイガーやジェネシック・ガオガイガー）を担当。そのほか、E-Fieldなどで上映された『ガンダム新体験 グリーンダイバーズ』のメカデザイン、ゲームソフト『SDガンダム GGENERATION-F』のオリジナルメカデザイン、ゲームソフト『鉄拳機甲マーズワース』のメカデザイン、テレビアニメ『機神大戦ギガンティック・フォーミュラ』の前身であるゲーム企画用のメカデザインなどを担当している。また、2001年に期間限定で発売された『Ζガンダム』のDVD-BOXのパッケージイラストも担当している。
2013年より、白泉社の「ヤングアニマル」で漫画『すく〜〜〜と!』（作画：新久千映）の原作者として連載を開始。ネーム形式で原作を担当しているほか、作中のバイクの作画も担当している。